# Erika Steinbach

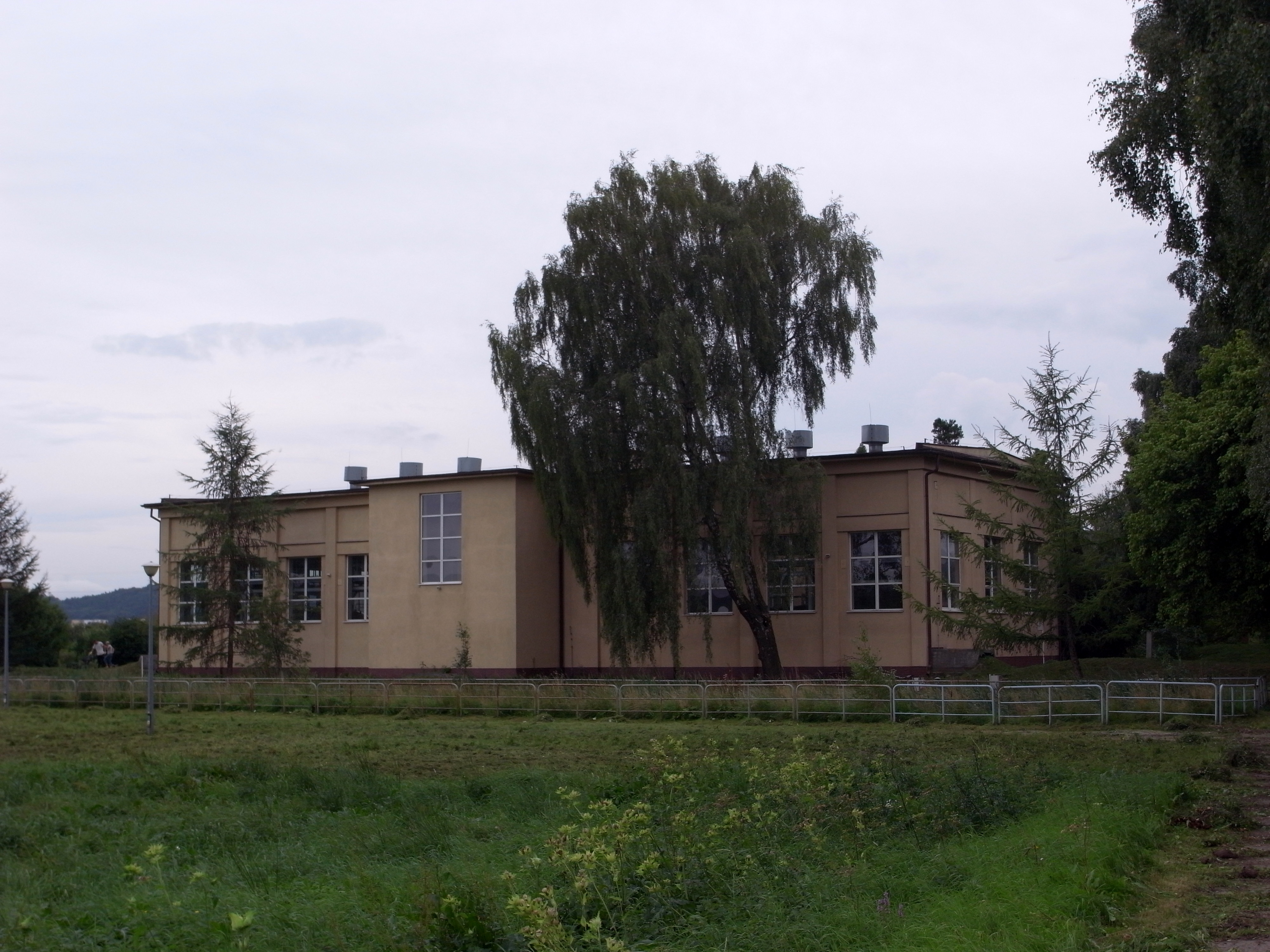
Rumia Janowo. Budynek ujęcia wody z 1934 roku. Miejsce narodzin Eriki Steinbach.

Erika Steinbachⓘ z domu Hermann (ur. 25 lipca 1943 w Rumi) – niemiecka polityk, parlamentarzystka Bundestagu w latach 1990–2017, wybrana we Frankfurcie nad Menem, były członek CDU. Przewodnicząca Związku Wypędzonych w Niemczech w latach 1998–2014, inicjatorka budowy Centrum przeciwko Wypędzeniom w Berlinie.

## Życie i działalność
Jest córką urzędniczki z Bremy Eriki z domu Grote i żołnierza Luftwaffe Wilhelma Karla Hermanna z Hanau koło Frankfurtu nad Menem. Rodzina ojca pochodziła ze Śląska. On sam jako technik Luftwaffe w randze podoficera służył na lotnisku w okupowanej przez Niemców Rumi. Jej matka była tam urzędniczką przysłaną z Berlina w 1943. Rodzice wynajmowali od Kaszuba, Pawła Obersiega, mieszkanie przy ulicy Sobieskiego (podczas okupacji Adolf-Hitler-Strasse). W styczniu 1945 na trzy miesiące przed wkroczeniem Armii Czerwonej matka z półtoraroczną Eriką i jej trzymiesięczną siostrą opuściły Rumię, skąd dotarły do Szlezwika-Holsztynu. W 1948 przeprowadziły się do Berlina, gdzie drugi mąż babci Eriki był naczelnikiem dzielnicy. Następnie po powrocie ojca z niewoli w ZSRR rodzina osiedliła się w Hanau.
Po wojnie Steinbach ukończyła prywatne studium muzyki (grała na skrzypcach) i działała w orkiestrze aż do 1967, gdy choroba kości uniemożliwiła jej karierę. W 1972 wyszła za mąż za znanego jej od dziewięciu lat dyrygenta orkiestry Helmuta Steinbacha. W latach 1970–1977 pracowała w administracji. Od 1974 była członkinią CDU, a od 1990 deputowaną z jej ramienia do Bundestagu. Należała do rady rozgłośni ZDF (ZDF-Fernsehrat), Ziomkostwa Prusy Zachodnie, a od 2000 – kierownictwa CDU. Od 2005 była członkiem komisji parlamentarnej Bundestagu ds. praw człowieka i pomocy humanitarnej z ramienia CDU. Od 1994 członek, a w latach 1998–2014 przewodnicząca Związku Wypędzonych w Niemczech (ponownie wybrana na to stanowisko w 2004 r.).
W 1999 roku apelowała o wsparcie dla uchodźców z Kosowa.
Propagowała ideę budowy w Berlinie Centrum przeciwko Wypędzeniom, które z założenia miało się koncentrować na dokumentowaniu wysiedleń Niemców z Europy Środkowej i Wschodniej, choć mają się tam również znaleźć informacje o przesiedleniach innych narodów.
W lutym 2009 nominowana do rady Fundacji „Ucieczka, Wypędzenie, Pojednanie” przez BdV, poparcia Steinbach udzieliła też bawarska CSU. W marcu Związek zdecydował, że nie nominuje Eriki Steinbach, ale też nie wybierze w zamian innej osoby.
W 2014 r. ustąpiła ze stanowiska przewodniczącej Związku.
Podczas kryzysu uchodźczego negatywnie wypowiadała się o przybyszach.
W styczniu 2017 roku zrezygnowała z członkostwa w CDU i związała się z Alternatywą dla Niemiec (AfD), wspomagając kampanię wyborczą tej partii w wyborach do Bundestagu.
W roku 2018 została wybrana przewodniczącą Fundacji imienia Erazma z Rotterdamu, która została założona w 2017 przez AfD i od 2018 działa jako fundacja związana z partią polityczną.

## Kontrowersje wokół działalności Steinbach
Przeciwnicy Steinbach zarzucają jej oportunizm, polegający na wykorzystywaniu postulatów ziomkostw niemieckich do budowania własnej kariery politycznej. Wskazuje na to późne włączenie się jej w działalność ziomkostw (dopiero od 1994). Również pomysł budowy Centrum Przeciwko Wypędzeniom często uważany jest przez krytyków za sposób pozyskiwania znacznych sum pieniędzy od przeważnie zamożnych niemieckich emerytów, zainteresowanych jego budową.
Der Spiegel w artykule przeznaczonym do ogólnej publikacji 14 sierpnia 2006 „Dafür fehlen uns die Mittel” („Na to brakuje nam środków”), stwierdził, iż na 200 byłych członków kierownictwa Związku Wypędzonych ponad 1/3 była dawnymi nazistami, zaliczało się do nich również 3 byłych sekretarzy generalnych Związku i kilku jego wiceprzewodniczących. Drugi prezydent Związku Hans Krüger był działaczem nazistowskim uczestniczącym w puczu monachijskim, a następnie sędzią w okupowanej Polsce w Chojnicach, gdzie wydano ponad 2 tys. wyroków śmierci, z czego 5 było wydanych przez niego osobiście za błahe przewinienia wobec prawa okupacyjnego. Erika Steinbach odmówiła rozliczenia się z nazistowską przeszłością członków organizacji, argumentując: „To kosztuje, a my nie mamy pieniędzy”.

### Krytyka
Steinbach stała się znana od lat 70., gdy była jedną z najbardziej aktywnych działaczek przeciwko uznaniu przez władze RFN granicy na Odrze i Nysie. Od tej pory datuje się początek jej kariery politycznej w CDU.
Podobny rewizjonizm cechował wystąpienia Steinbach na początku lat 90., gdy kwestionowała legalność wschodnich granic Niemiec. Jako jedna z niewielu przedstawicieli Bundestagu głosowała przeciwko uznaniu granicy polsko-niemieckiej. Od połowy lat 90. propagowała zwrot „utraconych na wschodzie majątków” ich niemieckim właścicielom, mimo faktu, iż ci otrzymali od władz niemieckich odszkodowania. Erika Steinbach jednak twierdzi, iż nie domaga się odszkodowań od Polski i innych krajów, lecz od rządu niemieckiego (uznając dotychczasowe odszkodowania za niewystarczające). W Polsce jednak często poglądy Steinbach utożsamiane są z poglądami Powiernictwa Pruskiego, które pragnie zwrotu majątków na drodze prawnej i jest z nią powiązane.
Erika Steinbach określa się jako „wypędzoną”, uzasadniając swoje „ojczyźniane prawo” faktem, że urodziła się w Rahmel/Westpreußen. Jak stwierdza: „Rodzice moi poznali się i pokochali w Rahmel w Prusach Zachodnich” (czyli w Rumi). W rzeczywistości był to wówczas teren Polski, bezprawnie okupowany w latach 1939–1945 przez nazistowskie Niemcy. Zdaniem Władysława Bartoszewskiego, Steinbach kłamie, określając siebie jako „wypędzoną” ponieważ w rzeczywistości urodziła się w 1943 w okupowanej Polsce w miasteczku Rumia (Rahmel) niedaleko Gdyni. Jak podkreśla Bartoszewski, ojciec Eriki Steinbach był podoficerem, mechanikiem samolotowym i pochodził z Dolnego Śląska, a fakt przyznania Steinbach przez prawo niemieckie statusu „wypędzonej”, wynika nie z celowego jej usunięcia z rodzinnych stron, a jedynie z faktu, iż po wojnie jej rodzina nie mogła na Dolny Śląsk powrócić (po wcześniejszej dobrowolnej decyzji jego opuszczenia). Sama Steinbach przywołane kontrowersje skwitowała w następujący sposób: „Nie trzeba być wielorybem, żeby walczyć o prawa wielorybów”.
W sierpniu 2007 na corocznym „Dniu stron ojczystych” obarczyła odpowiedzialnością za tzw. wypędzenia m.in. Polskę („...Pierwotna inicjatywa w tym kierunku była jednak decyzją krajów wypędzających.”).
2 grudnia 2007 niemiecki pisarz żydowskiego pochodzenia Ralph Giordano, który przeżył Holocaust zarzucił Steinbach, że w oficjalnych wypowiedziach w sposób marginalny traktuje zbrodnie popełnione przez Niemców i niemiecką politykę okupacyjną (w latach II wojny światowej). Pisarz wycofał swoje dotychczasowe poparcie dla Związku Wypędzonych i idei utworzenia Centrum przeciwko Wypędzeniom. Erika Steinbach wyraziła żal z powodu rezygnacji i podziękowała Giordano za dotychczasową współpracę.
W styczniu 2008 prezydent Niemiec Horst Köhler powiedział w kontekście działalności Eriki Steinbach, że w jego opinii wypędzonymi byli ci Polacy, w których domu mieszkali jego rodzice.
W maju 2008 studenci Uniwersytetu Poczdamskiego nie pozwolili Steinbach wygłosić wykładu. 6 września 2008 podczas Tag der Heimat skrytykowała niewolnictwo w powojennej Europie i zarzuciła Jugosławii popełnienie ludobójstwa, gdyż według niej zginęła 1/3 jugosłowiańskich Niemców.

### Wystawa w Berlinie
10 sierpnia 2006 Steinbach otworzyła w Berlinie wystawę „Wymuszone drogi. Ucieczka i wypędzenie w Europie XX wieku” zapowiadaną jako wstęp do otwarcia stałej ekspozycji tego typu. Rząd Polski uznał, że wystawa ma charakter antypolski, ponieważ w jego ocenie porównuje Niemców do przesiedlonych Żydów, Ormian i Bośniaków i sugeruje, że niemieccy wypędzeni byli takimi samymi niewinnymi ofiarami czystek etnicznych. Według krytyków wystawa pomija fakt, że Niemcy odpowiadają za agresję podczas II wojny światowej i stworzenie zbrodniczego systemu, którego celem była eksterminacja Żydów oraz masowe mordy i zniewolenie narodów pochodzenia słowiańskiego. Przedstawiciele organizacji polskich więźniów obozów koncentracyjnych i ofiar Niemieckiej Rzeszy, zwiedziwszy wystawę, uznali ją za mało wiarygodną, uwypuklającą krzywdy Niemców oraz posiadającą liczne braki historyczne. Inni obserwatorzy, nie odmawiając autorom obiektywizmu, zarzucali jednak brak profesjonalizmu.
Niektóre polskie instytucje twierdzą, iż zostały wprowadzone w błąd przez organizatorów wystawy, którzy wypożyczyli eksponaty muzealne, otrzymując jedynie informację, że wystawa odbędzie się pod patronatem kanclerza Niemiec i przewodniczącego Bundestagu. Po otrzymaniu bardziej szczegółowych wiadomości o charakterze wystawy, część z nich zażądała zwrotu eksponatów.
Kontrowersje w Polsce wzbudza również fakt dofinansowania kwotą 300 tys. euro przez niemiecki budżet federalny pomysłu pokazywania ww. wystawy w kolejnych miastach Niemiec.

## Odznaczenia
- Bawarski Order Zasługi – 2009[24]
- Krzyż Komandorski Orderu Węgierskiego Zasługi – 2014[25]